# Museu Nacional Ferroviário
O Museu Nacional Ferroviário (MNF) é museu português dedicado ao património ferroviário e possui vários núcleos museológicos distribuídos pelo país. 
A visita aos núcleos torna-se única, na medida em que cada um dispõe de bens de interesse cultural relevante para a identificação e memória das especificidades regionais dos caminhos de ferro portugueses. O pólo localizado próximo de Estação Ferroviária do Entroncamento foi inaugurado a 18 de maio de 2015.
O MNF acolhe diversas exposições temporárias e uma extraordinária coleção permanente, na qual se apresentam locomotivas a Vapor, Diesel, Elétricas e modelos representativos de comboios célebres, como o Comboio Real Português e o Comboio Presidencial. Carruagens de vários tipos, bem como equipamentos, ferramentas, vestuário, entre outros elementos que ilustram e ajudam a compreender a história ferroviária de Portugal. O Museu está instalado no Complexo Ferroviário do Entroncamento, numa área de 4,5 hectares que comporta 19 linhas ferroviárias e tem à sua guarda um legado com 160 anos de existência. A exposição permanente habita edifícios ferroviários históricos tais como o Armazém de Víveres, a Rotunda das Locomotivas e as Antigas Oficinas do Vapor.

## Fundação Museu Nacional Ferroviário Armando Ginestal Machado

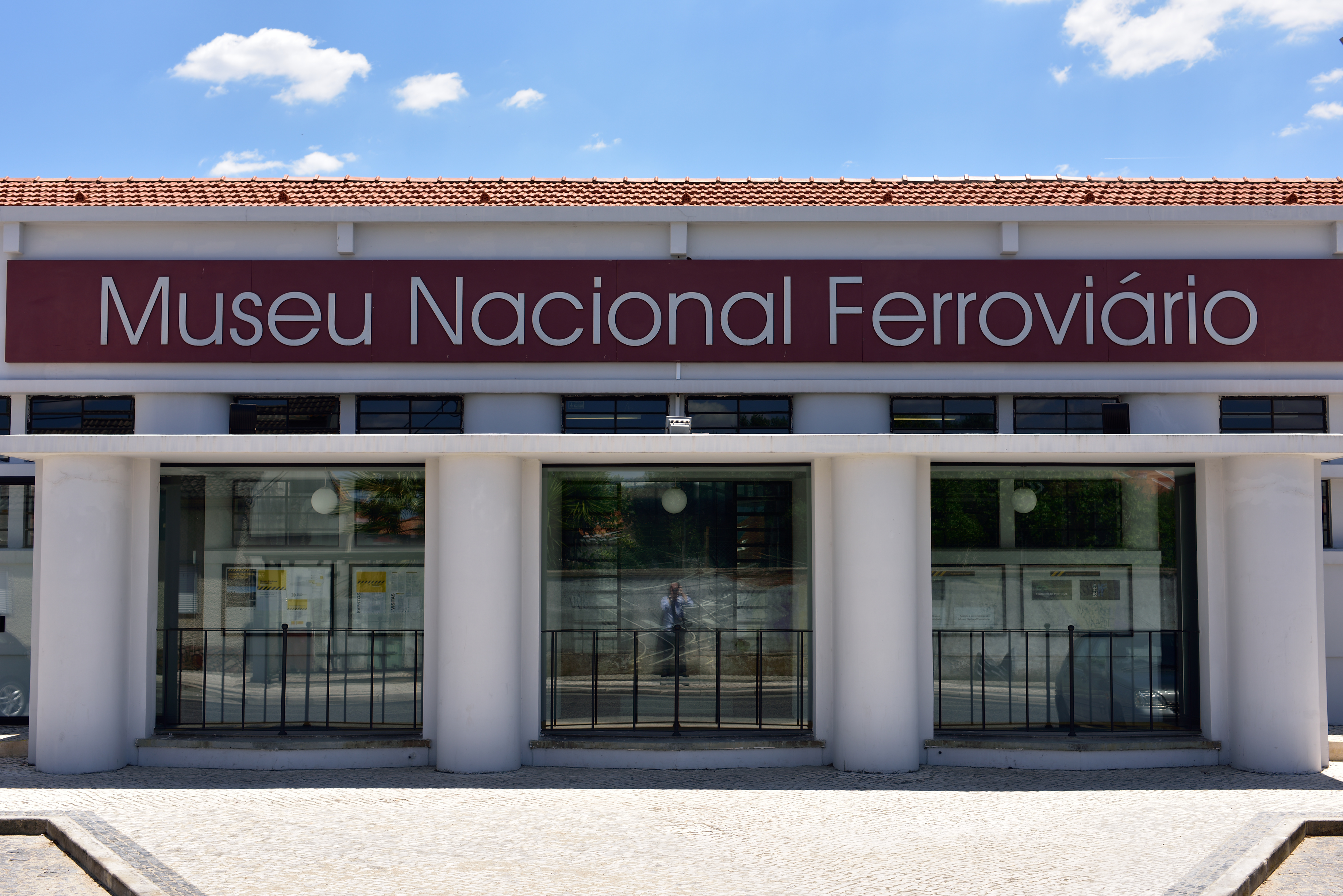
Entrada Museu Nacional Ferroviário

O museu é gerido pela Fundação Museu Nacional Ferroviário Armando Ginestal Machado (FMNF). A Fundação tem por fim o estudo, a conservação e a valorização do património histórico, cultural e tecnológico ferroviário português, garantindo o acesso público à coleção museológica e de arquivo, e como fim específico a instalação e gestão do Museu Nacional Ferroviário e dos respetivos núcleos museológicos. Foi instituída pelo Decreto-Lei nº 38/2005, de 17 de Fevereiro de 2005.

## História/Cronologia
Apesar da riqueza e diversidade do material circulante histórico nacional, os primeiros esforços para a sua preservação foram muito tardios, em relação com os outros países. A isto se deve em grande parte à circunstância que o país não perdeu material ferroviário durante as duas grandes guerras mundiais, pelo que este foi-se degradando apenas devido aos efeitos da sua utilização e do tempo. Assim, só nas décadas de 1960 e 1970, em que a Companhia dos Caminhos de Ferro Portugueses realizou grandes programas de modernização, com a introdução de novo material circulante, é que surgiram as primeiras dúvidas sobre que uso dar ao equipamento que tinha sido posto fora de serviço. Foi neste período que o engenheiro Armando Ginestal Machado iniciou os seus esforços pela preservação do património ferroviário, tendo sido responsável, nos finais dos anos 60, pela formação de uma comissão para estudar e instalar um museu dedicado aos caminhos de ferro. No entanto, os primeiros planos no sentido da conservação museológica por parte da CP só principiaram em 1979, impulsionados por Ginestal Machado, e pelo administrador A. Fragoso. Assim, foi iniciado um programa de recolha e preservação do material histórico ligado aos caminhos de ferro em antigos edifícios, que contou com o apoio do engenheiro Salgado e de Arnaldo de Carvalho, no centro do país, e Ismael Baltazar, nas regiões meridionais. Este esforço resultou na formação de vários espaços museológicos, instalados em várias cocheiras para material circulante. Porém, a disseminação do património por vários núcleos complicou a sua gestão, e colocou barreiras à criação de um grande museu central. Assim, só em Maio de 1991 é que foi formada a Comissão Instaladora do Museu Nacional Ferroviário no Entroncamento, por iniciativa da Assembleia da República. Nesse ano, a própria CP também criou a Comissão Instaladora da futura Fundação dos Caminhos de Ferro Portugueses, e em Fevereiro de 1992 foi instituída no Porto a Associação para o Museu dos Transportes e Comunicações, que tinha como finalidade a instalação de um núcleo dedicado aos caminhos de ferro, com o apoio da CP. Em 2006, parte do espólio presente nos núcleos museológicos foi integrado no acervo do Museu Nacional Ferroviário.
- 2005 - Criação da Fundação Museu Nacional Ferroviário Armando Ginestal Machado
- 2007 - Lançamento da primeira Pedra da Rotunda de Locomotivas; Abertura da primeira área expositiva do Museu Nacional Ferroviário, no antigo edifício do Armazém  de Víveres
- 2008 - Inauguração da Rotunda de Locomotivas.
- 2009 - Restauro do Comboio Real; Abertura ao público do Centro Nacional de Documentação Ferroviária;  Início do projeto de cooperação europeia EuropeanaLocal; Início do projeto de cooperação europeia START.
- 2010 - Arranque do projeto de expansão e qualificação do Museu Nacional Ferroviário; Criação do website; Prémio Internacional atribuído pelo ICOM (International Council of Museums) ao projeto “Áudio Guias Multimédia” do Museu Nacional Ferroviário; Participação na exposição Royal Class Regal Journeys (Ultrech, Holanda) com o Comboio Real Português; Início do inventário museológico do património ferroviário sob gestão da Fundação.
- 2011 - Edição da revista semestral “Comboios em Linha”.
- 2012 - Certificação Internacional HERITY do Museu Nacional Ferroviário. A HERITY Internacional é uma Organização Mundial para a Avaliação e Certificação da Qualidade na Gestão de Património Cultural, criada em 2002, com sede em Roma e que avalia os padrões de qualidade dos sítios patrimoniais de todo o mundo.
- 2013 - Restauro do Comboio Presidencial; Viagem inaugural do Comboio Presidencial; Criação do Logotipo do Museu Nacional Ferroviário.
- 2014 - Realização de várias viagens promocionais do Comboio Presidencial; Homologação da Locomotiva 1805; Prémio APOM- Associação Portuguesa de Museologia para o Projeto de Conservação e Restauro do Comboio Presidencial.
- 2015 - Inauguração do Museu Nacional Ferroviário
- 2016 - Disponibilização de representações digitais do acervo patrimonial, do Museu Nacional Ferroviário na Biblioteca Digital Europeia EUROPEANA; Oficialização do serviço de voluntariado do Museu Nacional Ferroviário.
- 2017 - Aprovação da Candidatura à ERIH  (European Route of Industrial Heritage),  maior rede europeia de divulgação e promoção de Turismo Industrial; Prémio APOM 2017, na categoria de “Trabalho na Área da Museologia”; Certificado de Excelência 2017 do TripAdvisor
- 2018 - Realiza a primeira edição do Festival Vapor - A Steampunk Circus que decorreu nos dias 28, 29 e 30 de Setembro

## Núcleos museológicos
A colecção do Museu Nacional Ferroviário encontra-se disponível ao público em núcleos museológicos existentes em várias localidades em Portugal:
- Museu Nacional Ferroviário no Entroncamento
- Museu Ferroviário de Arco de Baúlhe
- Museu Ferroviário de Bragança
- Museu Ferroviário de Chaves
- Museu Ferroviário de Estremoz
- Museu Ferroviário de Lagos
- Museu Ferroviário de Lousado
- Museu Ferroviário de Macinhata do Vouga
- Museu Ferroviário de Santarém
- Museu Ferroviário de Valença

## Museu Nacional Ferroviário no Entroncamento
O acervo museológico da Fundação Museu Nacional Ferroviário é constituído por cerca de 36000 objetos, de pequenas e grandes dimensões, os quais se inserem nas seguintes categorias: Material Circulante; Equipamentos de Via e Catenária; Equipamento de Oficina; Equipamentos de Comunicação, Informação e Sinalização; Equipamentos de Estação, Escritório, Tarifários e Bilhética; Proteção e Segurança; Equipamentos de Restauração; Equipamento Têxtil; Equipamento de Saúde e Espólio Documental.

### Armazém de Víveres
Edifício onde antigamente existia um armazém que, durante décadas, serviu de supermercado para abastecimento das famílias dos ferroviários da cidade, com preços mais acessíveis. Foi projetado pelo prestigiado arquiteto Cottinelli Telmo (1939).

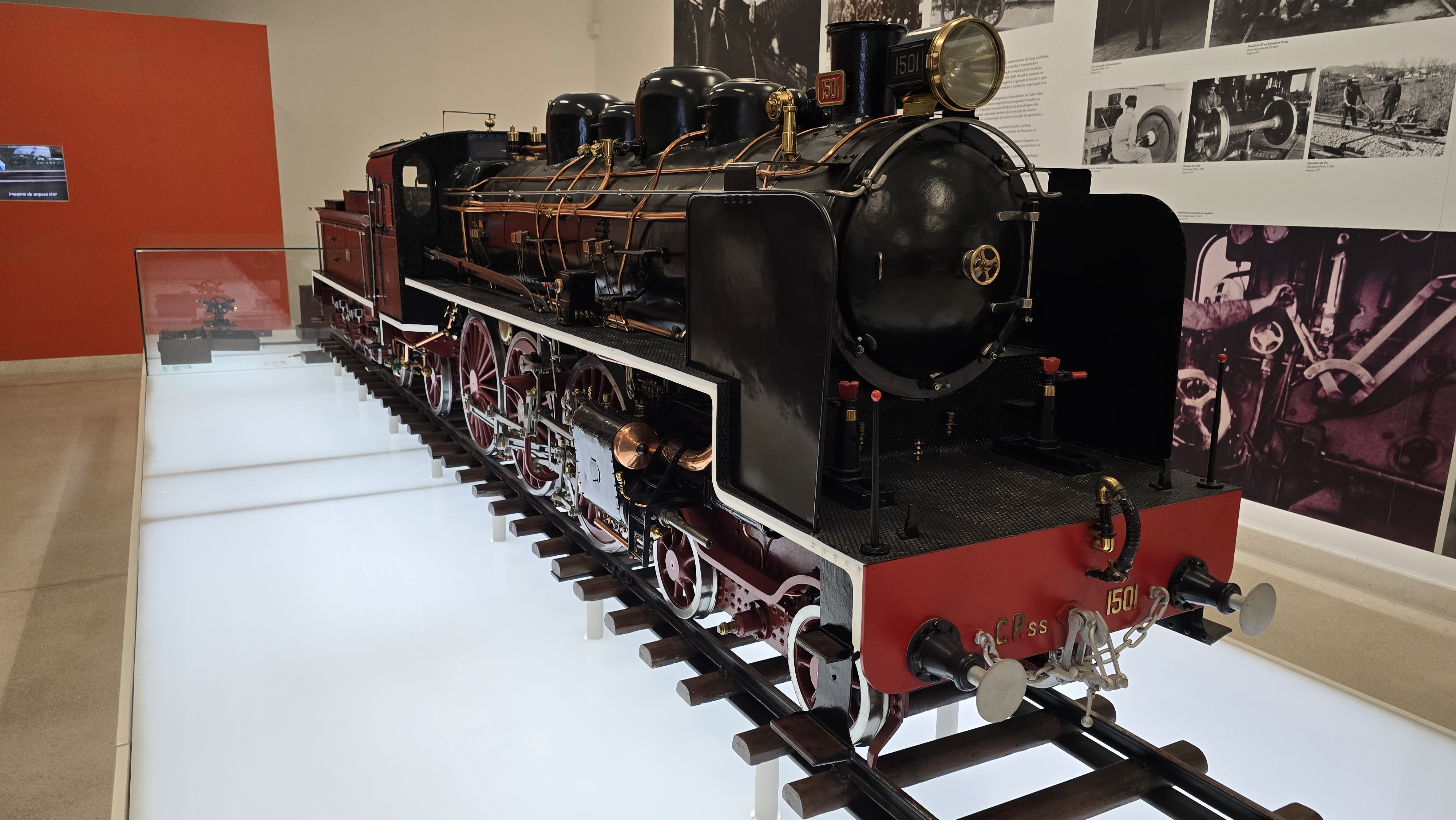
Modelo da Locomotiva a Vapor Pacific n.º1501 no Armazém de Víveres

Hoje em dia, o Armazém de Víveres alberga uma das naves expositivas do museu, reúne os serviços de receção ao visitante (bilheteira, loja, cafetaria, WC), bem como uma sala para exposições temporárias. Neste edifício tem início a exposição permanente, composta por objetos e informação contextualizada sobre o início do caminho de ferro em Portugal e no mundo, dando ênfase ao período das máquinas a vapor. São abordados temas como a infraestrutura ferroviária - pontes, túneis e estações são fundamentais para o funcionamento deste meio de transporte; serviços sociais dos ferroviários, como as escolas de aprendizes, serviços médicos ou colónias de férias. As profissões ligadas à ferrovia merecem ainda uma atenção especial.
Neste espaço estão reunidas as peças mais pequenas da coleção (utensílios do quotidiano dos ferroviários, objetos de bilhética, instrumentos de comunicação, equipamentos de estação) onde se destaca a miniatura de locomotiva a vapor – La Liliputienne – a locomotiva brinquedo oferecida pelo rei de França Louis Phillipe à família real portuguesa ou ainda a réplica em escala reduzida da locomotiva a vapor Pacific n.º1501, construída em 1940 pelos aprendizes das Oficinas do Barreiro.

### Rotunda das Locomotivas

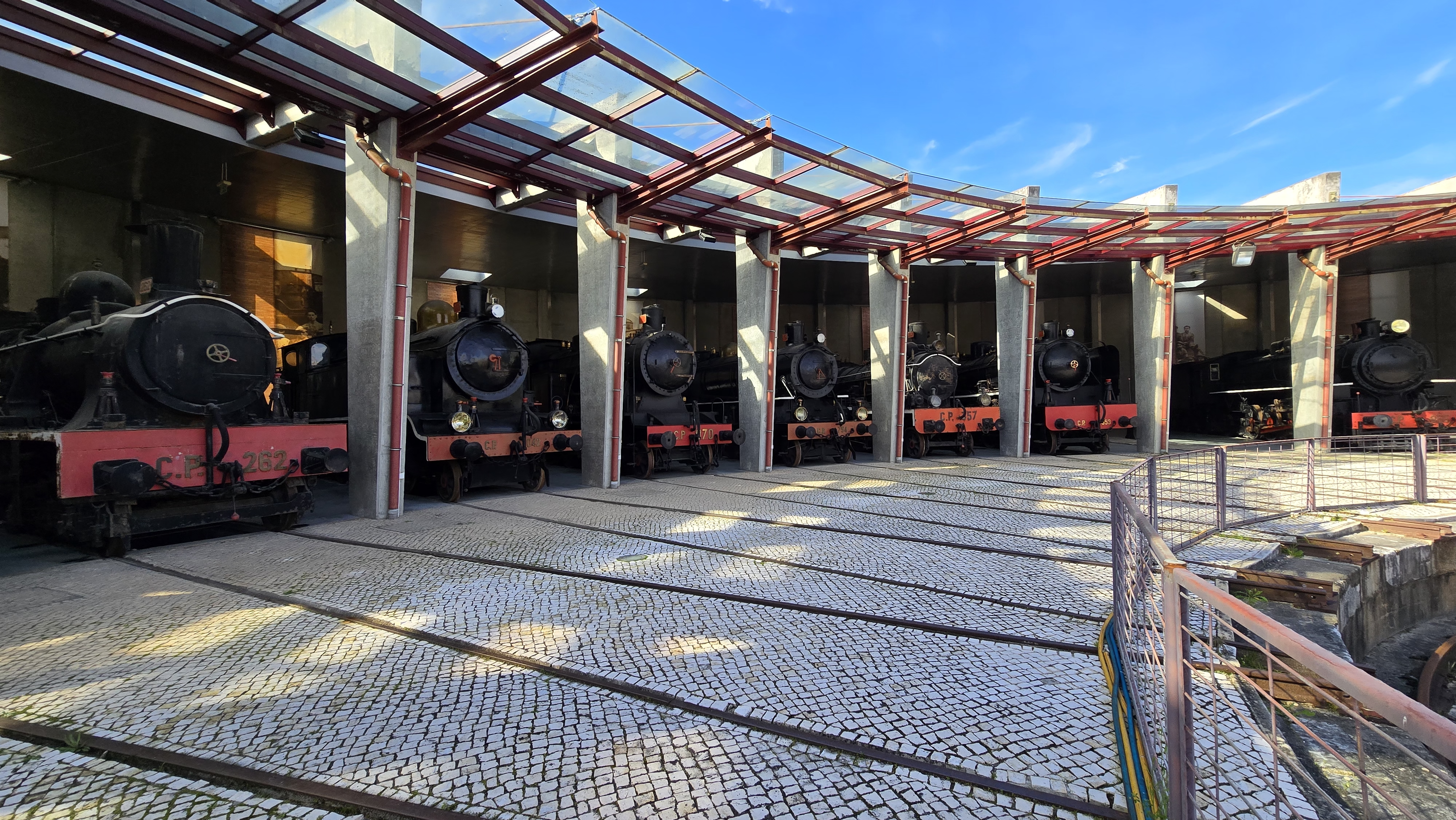
Rotunda de Locomotivas

Conhecida no meio ferroviário como “Redonda”, este edifício em forma de semicírculo servia para parqueamento e manutenção de locomotivas a vapor. Tem uma placa giratória para onde convergem as 14 linhas do seu interior, sendo que este engenho tem a função de inverter o sentido da marcha das locomotivas ou simplesmente parqueá-las.
Inaugurada em 20 de Junho de 2008, foi neste local que se efetuou a primeira exposição de material circulante do Museu. No passado existia neste mesmo local a antiga Rotunda das Locomotivas, implodida em 1976, da qual restou apenas a placa giratória, que se mantem no seu estado original. Nos dias de hoje, acolhe várias locomotivas de tração a vapor do séc. XIX até meados do séc. XX, expostas por ordem cronológica, estando representados exemplares de via larga e um de via estreita, sendo a locomotiva mais antiga, a CP 135, datada de 1881.

### Oficinas do Vapor

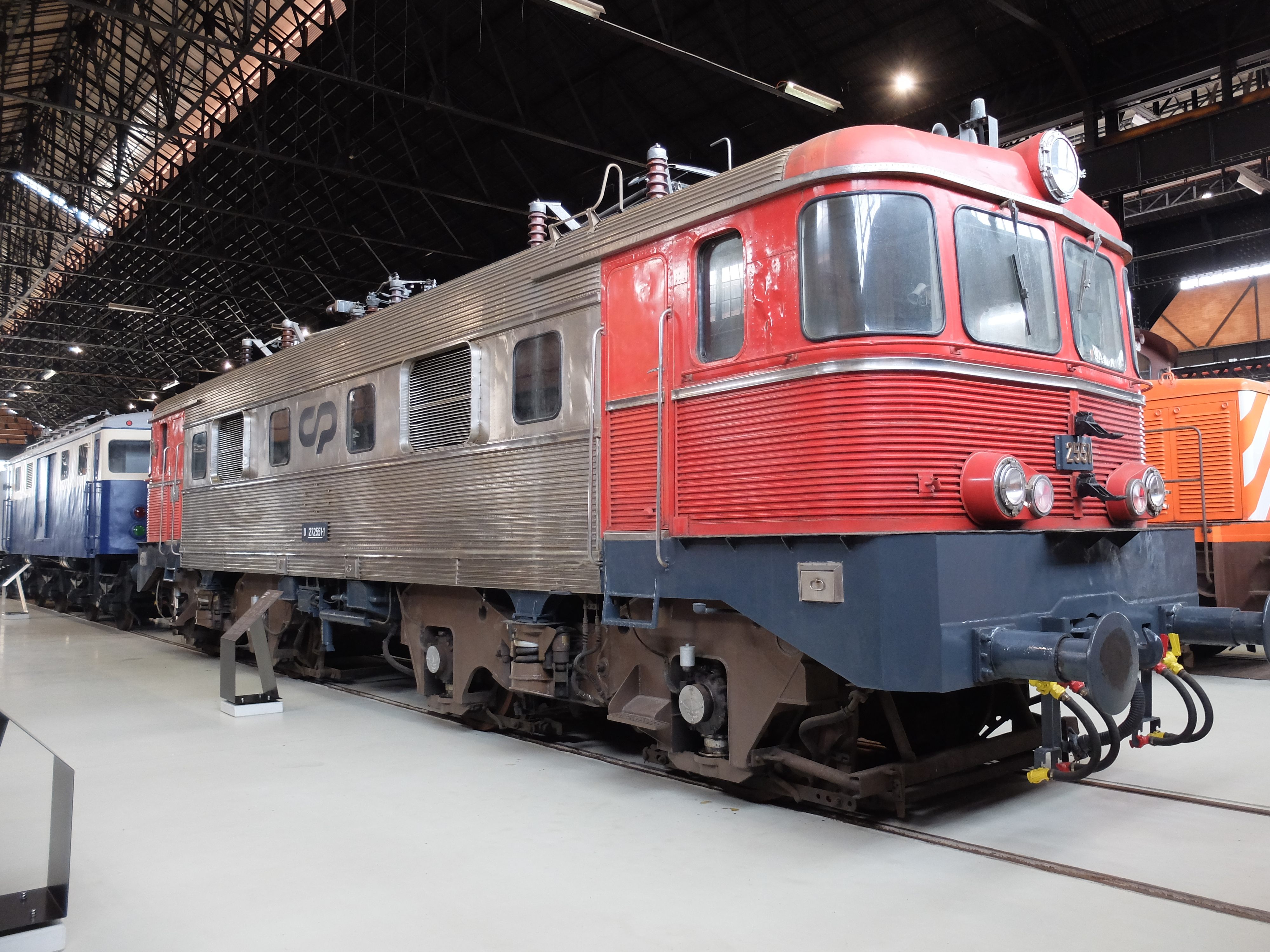
CP 2551

Neste edifício dividido pelas naves 13,14 e 15 funcionavam antigamente as oficinas denominadas de 2.º Grupo Oficial da Divisão de Material e Tração. Numa primeira fase, em 1907, é edificada a nave 13, com a designação de Oficina de Montagem de Máquinas. Mais tarde é construída uma nave paralela, que corresponde hoje à nave 14. Estas duas naves formavam, em 1915, a Oficina de Reparação de Máquinas de Depósito. Posteriormente foi acrescentada ao conjunto a nave 15. No total, estas naves comportam cinco linhas de via larga, onde está exposto material circulante da coleção.
Na Nave 13 encontra-se a exposição referente ao transporte fluvial fornecido pela CP, ao aparecimento de novas máquinas diesel e elétricas, segurança e sinalização ferroviária, bem como à emergência da ferrovia como vetor de desenvolvimento social e económico do país, com ênfase na democratização do lazer e do turismo de massas. Neste espaço encontra ainda, o Comboio Real, peça icónica da coleção, composta por quatro veículos: Locomotiva D. Luiz e respetivo tender, salão D. Maria Pia e o salão do Príncipe.
Nas Naves 14 e 15 está disponível variado material circulante do séc. XIX e XX, entre os quais o emblemático Comboio Presidencial, que serviu os Chefes de Estado e suas comitivas entre 1910 e 1970. Ainda aí encontra veículos de tração diesel e tração eléctrica, material circulante de apoio aos serviços internos corporativos (salão da direção, salão pagador e salão médico) e de suporte à exploração da via (vagão guindaste; dresina de inspecção, quadriciclos a pedais, motorizados e de alavancas e a locomotiva mineira “Choupelo”); material circulante misto e de passageiros.
Numa sala contígua à Nave 14, poderá ainda ser visitada uma exposição com maquinaria pertencente às Oficinas Ferroviárias da Figueira da Foz, nas quais se realizavam todos os tipos de operações, de forma a manter, modificar e reparar material circulante, desde locomotivas a vapor, carruagens e vagões. O edifício principal destas oficinas foi inaugurado a 1 de agosto de 1882 e cessou a sua atividade oficinal em 2011.

### Comboio Real

Comboio Real Português

Composição ferroviária utilizada para deslocações da família real portuguesa, quando se deslocava no sul do país e principalmente nas viagens para Vila Viçosa, para a residência de campo. É constituído pela locomotiva D. Luiz com respetivo tender, o Salão D. Maria Pia e o Salão do Príncipe.
A locomotiva D. Luiz foi encomendada ao fabricante inglês Beyer Peacock & Co, Manchester, sendo concluída em 1862, para tração do Salão D. Maria Pia e baptizada com o nome do rei D. Luís I. Tinha um design requintado e singular, nesse mesmo ano foi exibida pelo fabricante, tendo-lhe sido atribuída uma medalha de ouro na London International Exhibition, antes de ser entregue à Companhia dos Caminhos de Ferro Portugueses ao Sul do Tejo.  Foi frequentemente utilizada nas deslocações da família real para Vila Viçosa. Com a implantação da República, a 5 de Outubro de 1910, efetuou comboios suburbanos na Linha do Sul, sendo retirada de serviço em 1923.
O Salão D. Maria Pia foi oferecido pelo Rei de Itália, Vitor Emanuel da Saxónia, à sua filha D. Maria Pia como dote de casamento com o Rei D. Luís I de Portugal, em 1861. Foi encomendado ao fabricante belga Compagnie Géneral de Materiéls Chemins de Fer de Bruxelas, sendo concluído em 1858. Esta carruagem tem uma sala, um salão principal e um quarto de banho decorados à época e nos padrões faustosos da realeza. Foi frequentemente utilizada em deslocações da família real, quer privadas quer oficiais, nomeadamente em inaugurações relacionadas com o caminho de ferro, tal como a Linha do Leste até à fronteira na região de Elvas (1863) e a ponte Maria Pia sobre o rio Douro em 1877, projetada por Gustave Eiffel. Com a implantação da República, a 5 de Outubro de 1910, foi resguardado de forma a evitar a sua destruição.
O Salão do Príncipe foi oferenda de D. Maria Pia ao seu filho mais velho, o príncipe D. Carlos, quando este completou 14 anos. Foi encomendada ao fabricante inglês Ibbotson Brothers & Co Limited, sendo concluído em 1877. A primeira deslocação ocorreu por ocasião da inauguração da Ponte D. Maria Pia no Porto nesse mesmo ano. É composto por uma sala, salão principal e um quarto de banho, profundamente nobre e cavalheiresco, em termos decorativos. Após a proclamação da República, a 5 de Outubro de 1910, foi resguardado de modo a evitar a sua destruição.
O Comboio Real foi submetido a uma profunda intervenção de conservação e restauro nas Oficinas Gerais do Barreiro, em 1952, no âmbito do Centenário da Inauguração dos Caminhos de Ferro Portugueses, que o colocou em estado de marcha. No ano de 1979, foi deslocado para Santarém onde esteve em exposição no Núcleo Museológico até 2010. No dia 21 de janeiro de 2010, foi transferido para as oficinas da EMEF no Entroncamento, para ser submetido ao processo de conservação e restauro. Nesse mesmo ano, integrou a exposição de viagens reais europeias no museu ferroviário de Utreque, na Holanda.

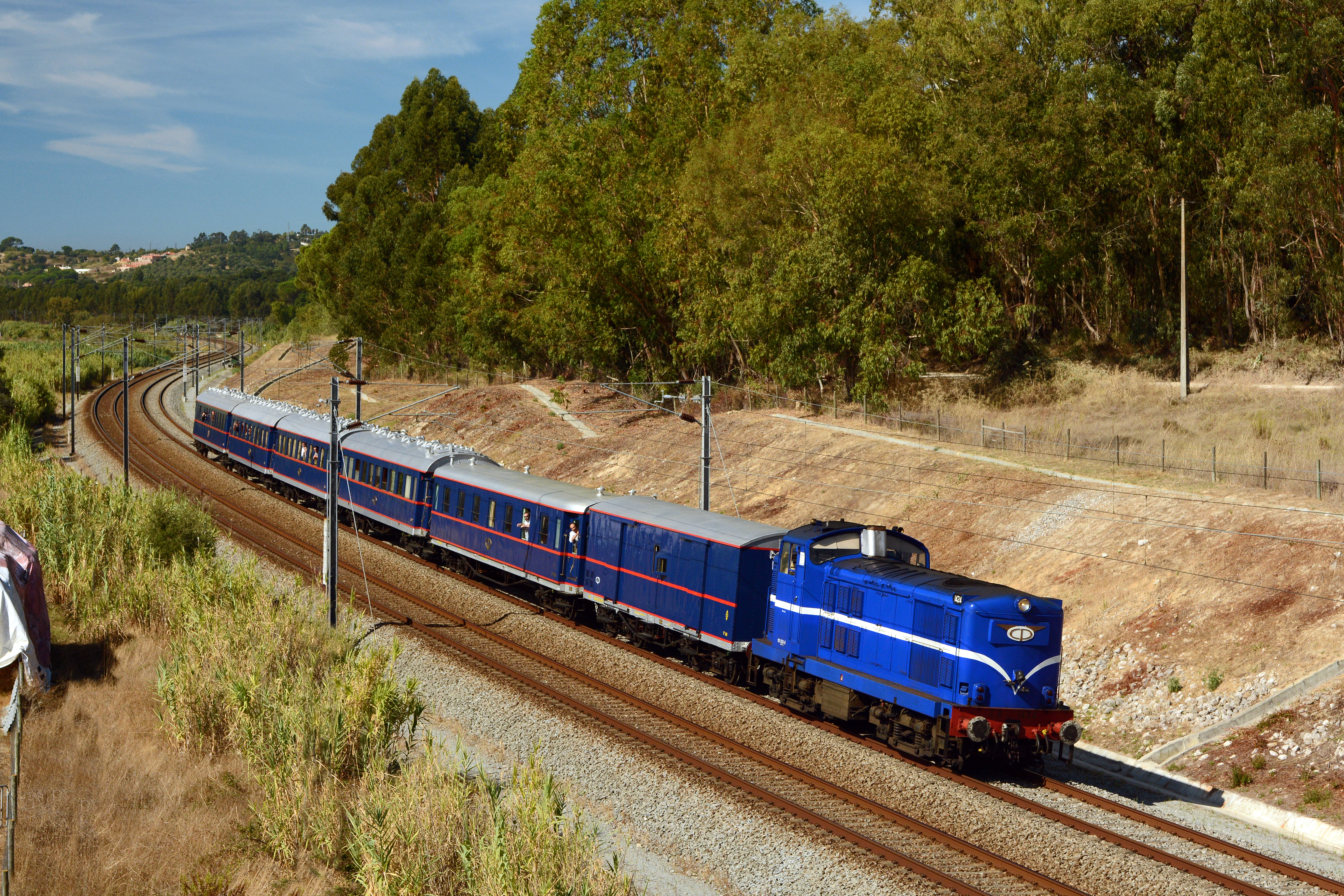
Comboio Presidencial
Data da segunda metade do séc. XIX a criação de um tipo de carruagens designadas por “trens reais”, composições especiais preparadas e destinadas ao uso dos reis e imperadores no exercício das suas funções.
Numa Europa governada por monarquias constitucionais e impérios, era essencial dotar o poder executivo de meios de transporte condignos da monarquia. Os caminhos de ferro eram uma novidade e contribuíam para a aceleração da viação, aspeto este que não podia ser descurado pelos próprios monarcas.
O “trem real” português data de 1898 e era constituído por três salões: o Salão Real, o Salão dos Ministros e o Salão Restaurante, construídos em 1890 pela empresa Désouches David.
Esta composição evoluiria bastante desde o tempo do rei D. Luís I, adaptando-se às novidades introduzidas no material circulante pelos construtores das carruagens de luxo. No final do séc. XIX, o Comboio Real português ostentava uma arquitetura interior adequada às exigências de conforto da época.
Com a implantação da República Portuguesa, em 1910, é reformulada a designação da composição destinada ao Chefe de Estado, passando a ser designado como Comboio Presidencial.
Entre 1910 e 1930, o Comboio Presidencial mantém os três Salões herdados da composição anterior: o Salão Real, o Salão dos Ministros e o Salão Restaurante. Em 1930, a Companhia dos Caminhos de Ferro Portugueses adquire à empresa Linke-Hofman Busch um novo veículo para o Comboio Presidencial, destinado ao Chefe de Estado.
Em 1940, por ocasião das Comemorações Centenárias da fundação de Portugal, o Comboio Presidencial é remodelado e os três antigos salões Désouches David & Cie são transformados, interna e externamente, para o formato do salão Linke-Hofman Bush, a fim de se construir uma composição mais uniforme. Na mesma época ser-lhe-ia adicionado um furgão, destinado ao transporte de bagagens, e uma carruagem de 1.ª Classe, que seria designada de Carruagem dos Jornalistas e que transportava as comitivas de jornalistas e repórteres dos principais periódicos nacionais e estrangeiros que acompanhavam as viagens presidenciais.
A composição do Comboio Presidencial era então a seguinte: Furgão, Salão do Chefe de Estado, Salão dos Ministros, Salão da Comitiva e Segurança, Salão Restaurante e Salão dos Jornalistas.
Este comboio renovado manteve-se em actividade entre 1940 e 1970, tendo servido os Presidentes da República do Estado Novo, nomeadamente, Óscar Carmona, Craveiro Lopes e Américo Tomás nas suas principais deslocações. Não obstante, serviria ainda os interesses do Ministério dos Negócios Estrangeiros, acolhendo as comitivas governamentais dos Chefes de Estado de outos países, durante as suas viagens a Portugal.
Na década de 60, a Comitiva do Chefe de Estado era servida por uma tripulação com cerca de dezoito pessoas, afeta em permanência ao Comboio Presidencial. Esta composição terá efetuado uma das suas últimas viagens a 30 de julho de 1970, quando acompanhou o longo cortejo fúnebre de António Oliveira Salazar, desde uma estação improvisada em frente aos Jerónimos até Santa Comba Dão.
Desafetado do serviço do Chefe de Estado em 1970, a composição foi dispersa. Com a actividade museológica de Armando Ginestal Machado, em 1980, foram protegidos o Salão do Chefe de Estado e o Salão Restaurante, resguardados nas então inauguradas Secções Museológicas de Santarém e Estremoz. Os restantes veículos, por se terem mantido durante anos num depósito no Entroncamento denunciavam elevado estado de degradação. O Salão dos Ministros foi desvirtuado dos seus atributos originais e transformado em Comboio Socorro, mantendo-se com estas funções durante cerca de duas décadas.
Em finais de 2010, os veículos foram reunidos no Entroncamento e iniciou-se a marcha que os levou às Oficinas Gerais de Contumil, Porto. Nestas oficinas desenvolveu-se um minucioso trabalho de reparação, reconstituição e restauro que repôs as características de mobilidade e aparência desta composição histórica e lhe garantiu o cumprimento dos requisitos técnicos para retomar a circulação com passageiros na Rede Ferroviária Nacional.
Com o co-financiamento QREN- Programa Mais Centro e apoio financeiro do PIT- Programa de Intervenção no Turismo, do Turismo de Portugal, o projeto de restauro integral da composição presidencial foi concluído em fevereiro de 2013.

## Exposições Temporárias
As exposições temporárias encontram-se divididas por duas salas, a primeira no Armazém de Víveres e a segunda na Nave 13 (Sala da Luz). Estas exposições complementam a oferta do Museu, com destaque para as temáticas ligadas à ferrovia.

## Arte
- A Colecção Paradoxal. O Museu Nacional Ferroviário possui uma das peças da Colecção Paradoxal. Este projecto de grande escala, cruza o passado museológico com um futuro especulativo Pós-Apocalíptico geolocalizado em Portugal. A peça residente no Entroncamento intitula-se Saga Caravan, sendo geminada com a instalação cenográfica Loco'Motive exposta nos Nirvana Studios . Como todas as peças desta colecção, ambas são instalações artísticas de ADN arqueológico industrial criadas pela companhia Custom Circus. Este vínculo artístico entre a Fundação Museu Nacional Ferroviário, a municipalidade do Entroncamento, e os Custom Circus foi criado graças às sinergias culturais do Festival Vapor.

## Literatura e Publicações
- Wagon Village. Romance Pós-Apocalíptico da autoria do escritor franco luso Michel Alex , com arco narrativo parcialmente geolocalizado na localidade do Entroncamento, transmutada nesse imaginário sob a denominação Entronk. Este livro é o 3º volume da série Atland - Custom Circus. ISBN 978-989-9035-09-6, Editorial Divergência. Sendo esta série literária cruzada com a Colecção Paradoxal, este livro foi publicado com a chancela e curadoria do Museu Nacional Ferroviário em 2020

## Serviços prestados pelo MNF

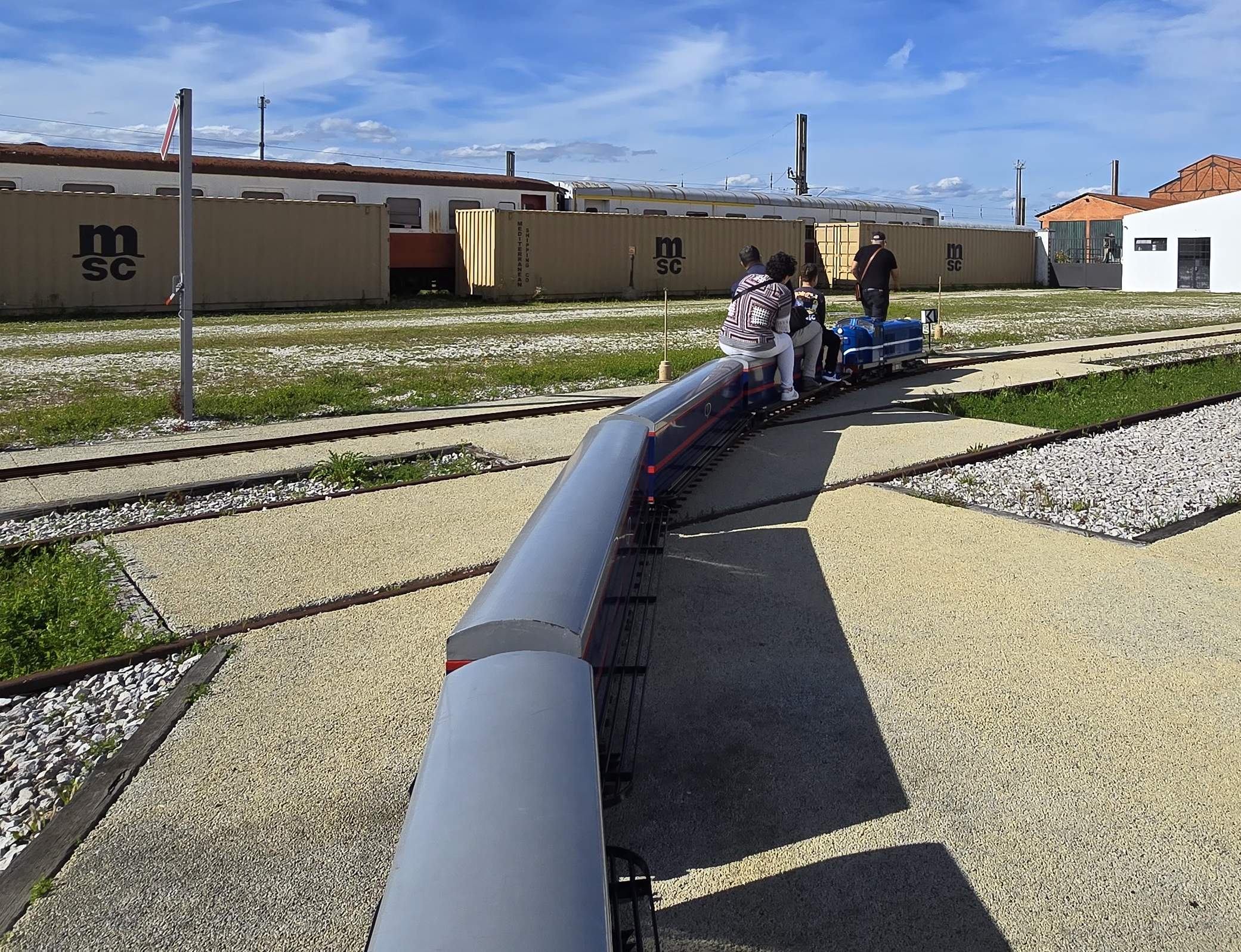
Mini Comboio Presidencial

Em datas específicas ou mediante marcação, o Museu Nacional Ferroviário oferece um circuito de modelismo tripulado e a experiência de condução de quadriciclos. Durante a visita é possível conduzir um verdadeiro quadriciclo de alavancas, usado antigamente para inspeção de linhas, ou subir a bordo do “Mini Comboio” (modelo inspirado no Comboio Presidencial).
- Visitas guiadas, mediante marcação prévia.
- Programas especiais.
- Aluguer de espaços.

## Prémios
- Prémio Internacional ICOM – International Council of Museums 2010 para o projeto “Audio-Guias Multimédia”
- Prémio APOM – Associação Portuguesa de Museologia para o melhor projeto de Conservação e Restauro do Comboio Presidencial
- Prémio APOM 2017, na categoria de “Trabalho na Área da Museologia”
- Medalha de Prata ICOM-FIAMP – International Council of Museums – International Commitee for Audiovisual and New Tecnologies of Image and Sound 2014 para o projeto  “Mr. Steam is our friend – Projeto de realidade aumentada”